# 이탈리아 왕국
이탈리아 왕국(이탈리아어: Regno d'Italia, 발음: [ˈreɲɲo diˈtaːlja])은 1861년 3월 17일, 사르데냐 왕국의 비토리오 에마누엘레 2세가 이탈리아 국왕으로 선포되면서 성립된 단일 국가이며, 1946년 6월 10일 군주제가 폐지될 때까지 존재했다. 군주제 폐지는 1946년 6월 2일 치러진 국민투표에서 나타난 시민들의 불만에 기인하였고, 그 결과 현대 이탈리아 공화국이 수립되었다. 이 왕국은 수십 년에 걸친 리소르지멘토(Risorgimento)라 불리는 통일 과정 속에서 여러 국가들이 통합되며 탄생했다. 이 과정에서 사보이 왕가가 이끄는 사르데냐 왕국이 주도적 역할을 하며 이탈리아의 법적 전신 국가로 자리 잡았다.
1866년, 이탈리아는 프로이센과 동맹을 맺고 오스트리아에 선전포고했으며, 승리 후 베네토 지역을 획득했다. 1870년, 이탈리아군은 로마에 입성하며 천 년 넘게 지속된 교황의 세속적 통치를 종식시켰다. 19세기 말 마지막 20년간 이탈리아는 식민지 열강으로 성장했고, 1882년에는 독일 제국 및 오스트리아-헝가리와 삼국 동맹을 맺었다. 이는 프랑스와의 식민지 경쟁에 대한 갈등이 배경이었다. 독일과의 관계는 우호적으로 발전했으나, 오스트리아와의 동맹은 표면적인 수준에 머물렀다. 이는 이탈리아가 오스트리아-헝가리의 영토인 트렌티노와 트리에스테를 원했기 때문이었다. 이런 배경에서 이탈리아는 제1차 세계 대전 중 영국의 초청을 받아 연합국 측에 가담했으며, 오스트리아-헝가리를 희생시킨 더 관대한 영토 보상을 약속받았다. 전쟁 승리 이후 이탈리아는 국제 연맹 이사회에 상임이사국으로 참여했지만, 약속받았던 모든 영토를 얻지는 못했다.
1922년, 베니토 무솔리니가 총리가 되며 국가 파시스트당이 정권을 장악했고, 이로써 이탈리아는 ‘파시스트 이탈리아’라 불리는 시대로 진입했다. 이 시기에는 권위주의적 통치가 강화되어 모든 정치적 반대 세력이 탄압되었고, 경제 근대화와 전통적 가치, 그리고 영토 확장이 강조되었다. 1929년에는 라테라노 조약을 통해 이탈리아 정부가 로마 가톨릭 교회와 화해하였고, 바티칸 시국의 독립이 보장되었다. 그 이후 10년간 이탈리아는 대외 팽창정책을 본격화하여 1935년 에티오피아, 1937년 스페인, 1939년 알바니아를 상대로 군사 작전을 감행했다. 이로 인해 국제적 경제 제재, 국제 연맹 탈퇴, 경제 자립화 정책의 강화, 그리고 독일 및 일본과의 군사 동맹 체결로 이어졌다.
1940년, 이탈리아는 추축국의 핵심 일원으로 제2차 세계 대전에 참전했다. 초기에는 일정 성과를 거두었지만, 북아프리카와 소련에서 패배했다. 연합군이 시칠리아에 상륙하면서 파시스트 정권은 붕괴되었고, 신정부는 1943년 9월 연합군에 항복했다. 그러나 독일군은 북부와 중부 이탈리아를 점령하고 이탈리아 사회공화국을 수립하였으며, 무솔리니를 다시 독재자로 복귀시켰다. 이로 인해 이탈리아는 내전에 빠졌고, 연합국 측 이탈리아 공동전선군 및 저항 운동이 사회공화국 세력과 그 독일 동맹군에 맞서 싸웠다. 이후 파시스트 군의 항복 직후, 국민의 강한 불만에 따라 실시된 국민투표에서 왕정이 폐지되고 1946년 공화정이 수립되었다.

## 역사

### 건국에서부터 제1차 세계 대전까지
1861년, 사르데냐 왕국에 의한 이탈리아 통일(리소르지멘토)로 인해 성립되어, 사르데냐의 왕인 비토리오 에마누엘레 2세가 초대 국왕이 되었다.
이탈리아 통일 후, 군대가 해체되어 많은 사람들이 실직 상태가 되어 실업난 가중 등으로 인해 국내가 불안정하였다. 그들은 크로코로 대표되는 비적이 되어 왕국에 반기를 들었다. 비적은 1861년의 크로코에 의한 샤르데나 침공에서부터 본격화되었는데, 주로 지주로부터 재산을 약탈하는 활동을 하여 민중으로부터 환영을 받을 수 있었다. 1862년 걸리버 루디에 의한 아스프로몬테의 변란을 기로로 한 계엄령 선포나, 이어서 1863년 제정된 피카 법에 의해 비적에 대한 압력이 높아졌다. 민중까지 피해를 입히게 된 비적은 점차 지지를 잃어가다가 1864년에 내통자가 정보를 실토하는 바람에, 단번에 진압되었다.
1865년, 수도를 토리노에서 피렌체로 천도하였다. 다음 해 제3차 이탈리아 독립전쟁에서는 프로이센(이후 독일 제국) 측에서 참전하였다. 오스트리아 제국의 영토 중 오리엔트와 트리에스테를 제외한 베네치아를 병합하였다. 1870년에 일어난 프로이센-프랑스 전쟁에 의해 교황령을 수호하던 프랑스군이 철수함과 동시에 교황령을 점령하여, 다음 해 로마로 수도를 천도한다.
교황 보장법을 제정하여, 교황청의 지위를 보장하려고 하였지만 교황청측이 거부하고, 이탈리아인들에게는 국정에 참가하지 말 것을 호소하여 로마 교황청의 대립 구도가 형성되었다. 덧붙여 이 대립은 무솔리니 정권 시에 라테란 조약이 체결될 때까지 계속되었다. 가톨릭 신자의 비중이 높은 나라임에도 불구하고 교황청과 사이가 좋지 못하여 국교가 없었다. 가톨릭은 1929년이 되어서야 국교가 될 수 있었다.
이탈리아는 통일 직후부터 식민지 경영에 관심을 갖기 시작하였다. 1882년에 튀니지를 식민지로 만들려고 했으나 프랑스가 먼저 점령하는 바람에 뜻을 이루지 못했다. 1883년, 에리트레아와 소말리아를 점령함으로써 식민지 경영이 시작되었다. 청나라가 중국 대륙을 통치하고 있었을 적에 영국, 프랑스, 독일과 함께 조계를 설치했고 군 병력을 주둔시켰다. 조계는 1942년 없어진다. 1911년 이탈리아-튀르크 전쟁으로 오스만 제국에 승리하였고, 리비아를 식민지로 삼았다.
제1차 세계대전이 시작되었을 때에는, 아주 오래 전부터 영토 문제로 오스트리아-헝가리 제국과 대립 상태에 놓여 있었기 때문에 삼국 동맹을 맺고 있었음에도 불구하고 1911년 프랑스-이탈리아 협상을 이유로 중립 선언을 하였다. 1915년에 런던 비밀 조약을 맺어, 달마티아와 남티롤을 이탈리아에 할양한다는 조건으로 연합군 측에 가담하여 전승국의 지위를 손에 넣었다. 대전 기간 동안 이탈리아 전역, 중동 전역 (제1차 세계 대전)에 군 병력이 파견되었고 이 중에서 65만 명이 전사했다.

### 파시즘의 대두
제1차 세계대전의 전승국이었으면서도, 이탈리아는 파리 강화 회의에서 영토 확대 요구의 대부분을 거부당했다. 이탈리아 국민들 사이에서는 ‘강화 회의의 패전국’이라는 비난이 쏟아졌다. 트리에스테, 이스트리아의 병합은 완수했지만, 전후의 민족자결주의의 기세가 높아짐에 따라 달마티아를 단념하지 않을 수 없게 되어, 정부의 저자세에 대한 불만이 확대되었다. (달마티아는 유고슬라비아가 인수)
제1차 세계대전은 이탈리아의 경제에 너무 무거운 부담이 되고 있었다. 전후 생긴 인플레이션은 빈민층의 불만을 일으켜, 북부의 토리노와 밀라노같은 공업 도시에선 사회주의의 영향을 받은 노동자들의 공장 점거 등이 일어났다. 남부에서도 농사꾼, 소작농 등의 폭동이 연이어 일어났다. 물론 이러한 계급간의 갈등은 세계최초의 공산주의 혁명인 러시아 혁명의 영향이기도 했기 때문에, 유산 계급에게는 무산계급에 대한 두려움을 갖게 되었다.
이렇듯 불안한 정세하에서, 무솔리니는 파시스트당의 전신인 파시스트 전사를 조직했다. 그는 사회 정책의 충실한 이행을 주장으로 내걸면서 내셔널리즘을 옹호해, 기존 정당을 비판하였다. 그러나, 밀라노에서 선거에 출마하여 완패당해, 무솔리니가 일시적으로 체포되는 등 그 활동은 당초 한계를 보이고 있었다.
도시와 농촌의 쌍방에서 자본가와 지주, 노동자와 소작인 간의 대립 구도가 지속되었으며, 빈민층을 옹호하는 사회당 정부에 불만을 품은 지주층은 파시스트 세력과 결탁하여 농촌부의 사회당과 노동 조합의 거점 등을 연달아 습격했다. 이것을 징벌원정이라고도 부른다.
당초에는, 농촌 지역의 각지에서 라스로 불리는 지역 지도자가 권력을 잡고 있었지만, 무솔리니가 서서히 지방 세력을 규합하여 중앙집권화를 추진했다. 이러한 활동을 통해서 파시스트 전사는 보수주의권의 지지를 얻어내어, 1921년까지는 당원을 10만 명 정도로까지 확대되어, 동년에 전국 파시스트당으로서 개편했다. 그리고 무솔리니는 파시스트당 당원들과 검은 셔츠단를 이끌고 로마 진군이라 불리는 쿠데타에 성공한 후 1922년 10월 이탈리아의 총리에 부임했다.
공식 명칭은 이탈리아 왕국이지만 무솔리니가 총리에 오른 1922년부터 총리에서 실각한 1943년까지 무솔리니와 국가 파시스트당의 통치 아래에 있던 이탈리아 왕국을 파시스트 이탈리아라고 별도로 부르기도 한다.

### 제2차 세계대전
이탈리아는 나치 독일, 일본 제국과 함께 국제 연맹을 탈퇴했다. 그 뒤 나치 독일, 일본 제국과 삼국 동맹 조약을 맺고 추축국에 가담하게 된다. 추축국은 1942년 전세가 역전되기 전까지 연합국의 영토를 점령했지만 독일군이 스탈린그라드에서 패전하고, 일본 제국 해군 역시 미드웨이 해전에서 미국 해군에게 참패를 당하였고 이탈리아 역시 영국 육군에 패배하여 이탈리아에 의하여 불법 점령된 에티오피아 제국이 주권을 되찾았다.
1943년 가을, 비토리오 에마누엘레 3세는 연합국에 항복하여 베니토 무솔리니를 해임하였고, 피에트로 바돌리오 내각을 성립시킨다. 피에트로 바돌리오 내각은 연합국에 항복했고, 이탈리아에는 영국을 중심으로한 군정부가 설립된다. 독일군의 도움을 얻고 탈출한 무솔리니는 이탈리아 북부에 이탈리아 사회 공화국을 세워 내전을 벌였으나, 1945년에 애인인 클라라 페타치와 함께 처형되었고, 시신은 광장에 전시되었으며, 많은 시민들이 두 시신을 몽둥이로 두들겨팼다. 같은 날 히틀러도 자살했다.

### 군주제 폐지
전후 비토리오 에마누엘레 3세는 장남인 움베르토 2세에게 왕위를 물려주었다. 움베르토 2세는 군주제 유지 여부를 국민들에게 묻기 위하여 투표를 실시하였으나 군주제 반대 표가 많이 나와서 결국 퇴위하였고 군주제도 폐지되었다. 이후 이탈리아 공화국으로 국호가 변경되어 오늘에 이른다.

## 역대 국왕
| 국왕 이름               | 출생-사망     | 재위 시작       | 재위 종료                           |
| ----------------------- | ------------- | --------------- | ----------------------------------- |
| 비토리오 에마누엘레 2세 | 1820년–1878년 | 1861년 3월 17일 | 1878년 1월 9일                      |
| 움베르토 1세            | 1844년–1900년 | 1878년 1월 9일  | 1900년 7월 29일 암살                |
| 비토리오 에마누엘레 3세 | 1869년–1947년 | 1900년 7월 29일 | 1946년 5월 9일 생전 퇴위            |
| 움베르토 2세            | 1904년–1983년 | 1946년 5월 9일  | 1946년 6월 12일 퇴위 및 군주제 폐지 |

## 같이 보기
- 이탈리아 왕국 (동음이의)